# Onosma macrochaeta
Onosma macrochaeta là loài thực vật có hoa trong họ Mồ hôi. Loài này được Klok. & Dobrocz. mô tả khoa học đầu tiên.